# Liste der Naturdenkmale im Saarland
Die Liste der Naturdenkmale im Saarland nennt die Listen der in den Städten und Gemeinden im Saarland gelegenen Naturdenkmale.

## Liste
| Stadt/Gemeinde        | Landkreis                   | Liste                                            |
| --------------------- | --------------------------- | ------------------------------------------------ |
| Beckingen             | Landkreis Merzig-Wadern     | Liste der Naturdenkmale in Beckingen             |
| Losheim am See        | Landkreis Merzig-Wadern     | Liste der Naturdenkmale in Losheim am See        |
| Merzig                | Landkreis Merzig-Wadern     | Liste der Naturdenkmale in Merzig                |
| Mettlach              | Landkreis Merzig-Wadern     | Liste der Naturdenkmale in Mettlach              |
| Perl (Mosel)          | Landkreis Merzig-Wadern     | Liste der Naturdenkmale in Perl (Mosel)          |
| Wadern                | Landkreis Merzig-Wadern     | Liste der Naturdenkmale in Wadern                |
| Weiskirchen           | Landkreis Merzig-Wadern     | Liste der Naturdenkmale in Weiskirchen           |
| Eppelborn             | Landkreis Neunkirchen       | Liste der Naturdenkmale in Eppelborn             |
| Illingen (Saar)       | Landkreis Neunkirchen       | Liste der Naturdenkmale in Illingen (Saar)       |
| Merchweiler           | Landkreis Neunkirchen       | Liste der Naturdenkmale in Merchweiler           |
| Neunkirchen (Saar)    | Landkreis Neunkirchen       | Liste der Naturdenkmale in Neunkirchen           |
| Ottweiler             | Landkreis Neunkirchen       | Liste der Naturdenkmale in Ottweiler             |
| Schiffweiler          | Landkreis Neunkirchen       | Liste der Naturdenkmale in Schiffweiler          |
| Spiesen-Elversberg    | Landkreis Neunkirchen       | Liste der Naturdenkmale in Spiesen-Elversberg    |
| Friedrichsthal (Saar) | Regionalverband Saarbrücken | Liste der Naturdenkmale in Friedrichsthal (Saar) |
| Großrosseln           | Regionalverband Saarbrücken | Liste der Naturdenkmale in Großrosseln           |
| Heusweiler            | Regionalverband Saarbrücken | Liste der Naturdenkmale in Heusweiler            |
| Kleinblittersdorf     | Regionalverband Saarbrücken | Liste der Naturdenkmale in Kleinblittersdorf     |
| Püttlingen            | Regionalverband Saarbrücken | Liste der Naturdenkmale in Püttlingen            |
| Quierschied           | Regionalverband Saarbrücken | Liste der Naturdenkmale in Quierschied           |
| Riegelsberg           | Regionalverband Saarbrücken | Liste der Naturdenkmale in Riegelsberg           |
| Saarbrücken           | Regionalverband Saarbrücken | Liste der Naturdenkmale in Saarbrücken           |
| Sulzbach/Saar         | Regionalverband Saarbrücken | Liste der Naturdenkmale in Sulzbach/Saar         |
| Völklingen            | Regionalverband Saarbrücken | Liste der Naturdenkmale in Völklingen            |
| Bous (Saar)           | Landkreis Saarlouis         | [ 1 ]                                            |
| Dillingen/Saar        | Landkreis Saarlouis         | Liste der Naturdenkmale in Dillingen/Saar        |
| Ensdorf (Saar)        | Landkreis Saarlouis         | [ 1 ]                                            |
| Lebach                | Landkreis Saarlouis         | Liste der Naturdenkmale in Lebach                |
| Nalbach               | Landkreis Saarlouis         | Liste der Naturdenkmale in Nalbach               |
| Rehlingen-Siersburg   | Landkreis Saarlouis         | Liste der Naturdenkmale in Rehlingen-Siersburg   |
| Saarlouis             | Landkreis Saarlouis         | Liste der Naturdenkmale in Saarlouis             |
| Saarwellingen         | Landkreis Saarlouis         | Liste der Naturdenkmale in Saarwellingen         |
| Schmelz (Saar)        | Landkreis Saarlouis         | Liste der Naturdenkmale in Schmelz (Saar)        |
| Schwalbach (Saar)     | Landkreis Saarlouis         | Liste der Naturdenkmale in Schwalbach (Saar)     |
| Überherrn             | Landkreis Saarlouis         | Liste der Naturdenkmale in Überherrn             |
| Wadgassen             | Landkreis Saarlouis         | [ 1 ]                                            |
| Wallerfangen          | Landkreis Saarlouis         | Liste der Naturdenkmale in Wallerfangen          |
| Bexbach               | Saarpfalz-Kreis             | Liste der Naturdenkmale in Bexbach               |
| Blieskastel           | Saarpfalz-Kreis             | Liste der Naturdenkmale in Blieskastel           |
| Gersheim              | Saarpfalz-Kreis             | Liste der Naturdenkmale in Gersheim              |
| Homburg               | Saarpfalz-Kreis             | Liste der Naturdenkmale in Homburg               |
| Kirkel                | Saarpfalz-Kreis             | Liste der Naturdenkmale in Kirkel                |
| Mandelbachtal         | Saarpfalz-Kreis             | Liste der Naturdenkmale in Mandelbachtal         |
| St. Ingbert           | Saarpfalz-Kreis             | Liste der Naturdenkmale in St. Ingbert           |
| Freisen               | Landkreis St. Wendel        | Liste der Naturdenkmale in Freisen               |
| Marpingen             | Landkreis St. Wendel        | Liste der Naturdenkmale in Marpingen             |
| Namborn               | Landkreis St. Wendel        | Liste der Naturdenkmale in Namborn               |
| Nohfelden             | Landkreis St. Wendel        | Liste der Naturdenkmale in Nohfelden             |
| Nonnweiler            | Landkreis St. Wendel        | Liste der Naturdenkmale in Nonnweiler            |
| Oberthal (Saar)       | Landkreis St. Wendel        | Liste der Naturdenkmale in Oberthal (Saar)       |
| St. Wendel            | Landkreis St. Wendel        | Liste der Naturdenkmale in St. Wendel            |
| Tholey                | Landkreis St. Wendel        | Liste der Naturdenkmale in Tholey                |